# Ziębice
Ziębice (Duits: Münsterberg) is een stad in het Poolse woiwodschap Neder-Silezië, gelegen in de powiat Ząbkowicki. De oppervlakte bedraagt 15,07 km², het inwonertal 9326 (2005).

## Verkeer en vervoer
- Station Ziębice

## Geschiedenis
Münsterberg was een van de vele hertogdommen van Silezië.

## Geboren
- Karl Denke (1870-1924), seriemoordenaar
- Janusz Kamiński (1959), cameraman
- Edyta Górniak (1972), zangeres